# Campeonato Mundial de Grappling FILA 2007
La primera edición del Campeonato Mundial de Grappling de la FILA tuvo lugar en Antalya (Turquía) del 7 al 9 de septiembre de 2007 y reunió todos los estilos de lucha que no aparecen en el programa olímpico. Los Juegos atrajeron a unos 200 participantes de 22 naciones y fueron un verdadero éxito. Los atletas de Sambo, Beach Wrestling, Grappling y Pangration Athlima no solo recibieron el título de ganador de los Juegos, sino también el título de Campeón Mundial en la disciplina en cuestión. Los Estados Unidos dominaron la competición de Grappling al ganar todos los primeros lugares, los títulos en las otras disciplinas se distribuyeron más equitativamente entre las distintas naciones.
El campeonato se vio reforzado por las demostraciones de lucha de cinturón, Kurash y Sumo que auguraron un gran desarrollo de este evento en el futuro. El Festival de lucha tradicional también fue un gran éxito entre los espectadores turcos que pudieron alentar a más de 400 competidores tradicionales de Yağlı güreş.